# Воронина, Ирина Вадимовна
Ирина Вадимовна Воронина (род. 19 декабря 1977, Дзержинск) — американская фотомодель и актриса

 российского происхождения. В родном городе Дзержинске училась в средней школе № 38, а затем в № 15. Наиболее известна по работам в журнале Playboy, где в январе 2001 года она была выбрана девушкой месяца (т. н. playmate), а также появлялась во многих видео- и фотосессиях. Кроме того, позировала для конкурирующего с Плэйбоем журнала Perfect 10, где публикуются фотографии только естественно красивых моделей, то есть, моделей с натуральным цветом волос и глаз, не пользующихся услугами хирургов и т. п.

## Фильмография

### Как актриса
- Big Shot: Confessions of a Campus Bookie (2002, телесериал)
- Truth and Dare (2003, кинофильм)
- Perfect 10: Model Boxing (2004, видеофильм)
- Ring of Darkness (2004, телесериал)
- Maxim Uncovered! Vol. 2 (2004, видеофильм)
- MADtv (2005—2006, телесериал)
- Hood of Horror (2006, кинофильм)
- Epic Movie (2007, видеофильм)
- Reno 911!: Miami (2007, видеофильм)
- Balls of Fury (2007, видеофильм)
- Balls of Glory / 7-10 Split / Strike (2007, видеофильм)
- Towelhead / Nothing is Private (2007, кинофильм)
- Tripping Forward (2009, кинофильм)
- Reno 911! (2009, телесериал)
- The Casino Job (2009, видеофильм)
- АйКарли (2010, телесериал)
- Kill Speed (2010, кинофильм)
- Светлана (2010, телесериал) — Наташа, русская проститутка — главная роль
- Hollywoo (2011, кинофильм)
- Piranha 3DD (2012, кинофильм)
- Life’s an Itch (2012, кинофильм)

### Как модель
- Playboy: Girls of the Hard Rock, Hotel & Casino Las Vegas (2001, видеофильм)
- Playboy Video Playmate Calendar 2002 (2001, видеофильм)
- Playboy: Barefoot Beauties (2002, видеофильм)
- Playboy: No Boys Allowed, 100 % Girls 2 (2004, видеофильм)
- Punk’d, Episode #3.8 (2004, телесериал)